# Vieska (Banská Bystrica)
Vieska (in ungherese Tótkisfalu) è un comune della Slovacchia facente parte del distretto di Veľký Krtíš, nella regione di Banská Bystrica.